# Premier Executive Transport Services

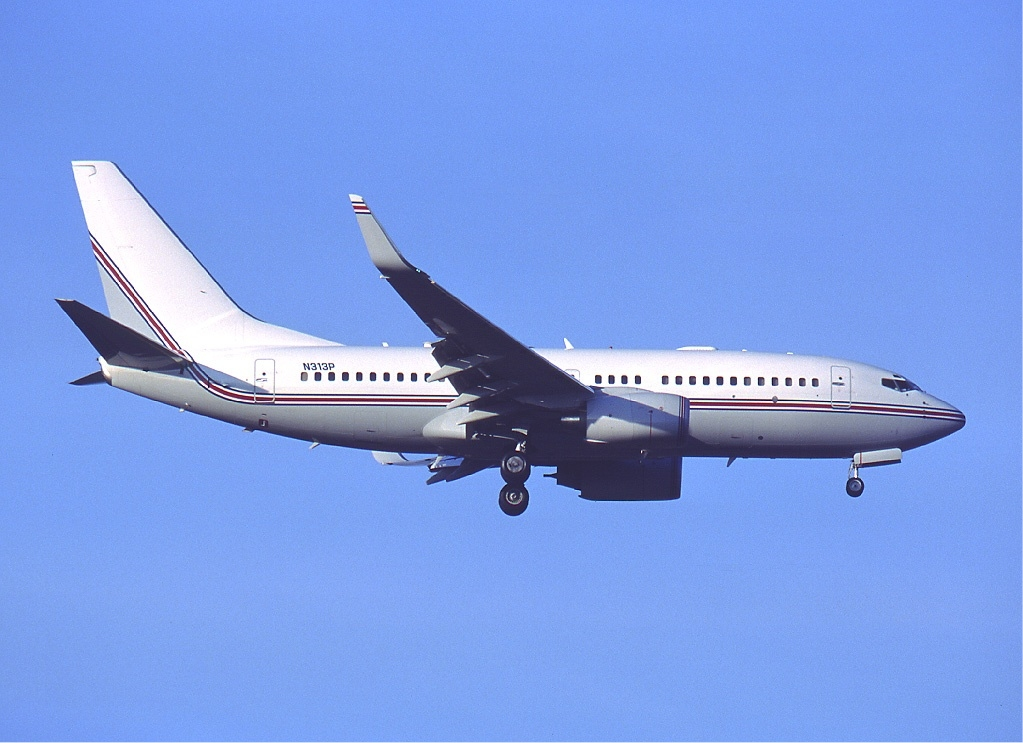
Deras Boeing 737-700 under landning på Frankfurt Mains flygplats den 11 januari 2003.

Premier Executive Transport Services, Inc. var ett amerikanskt privat flygbolag som hade en flygplansflotta bestående av en Boeing 737-700 och en Gulfstream V, båda hade tillstånd att landa på amerikanska militärbaser världen över.
Företaget var anklagad för att vara en frontorganisation för den amerikanska underrättelsetjänsten Central Intelligence Agency (CIA) och användes för extraordinära överlämningar, där de transporterade misstänkta terrorister till hemliga CIA-fängelser och förhörsanläggningar i Afghanistan (Salt Pit), Egypten, Irak och Uzbekistan. Premier var involverade i två uppmärksammade händelser eftersom de stod för flygplanen. Den ena var den så kallade "Egyptenaffären" som skedde 2001 när egypterna Ahmed Agiza och Mohammed Alzery transporterades mellan Sverige och Egypten för förhör med CIA-agenter. Den andra när den tyske medborgaren Khalid El-Masri transporterades i januari 2004 mellan Makedonien och Afghanistan via Irak för samma syfte. Samtliga tre blev utsatta av bland annat tortyr. I november publicerade The Sunday Times en artikel med namnet "US accused of ‘torture flights’" och rapporterade om att Premiers Gulfstream V hade flugits mer än 300 gånger av CIA och USA:s försvarsdepartement och där en av destinationerna var Guantánamobasen. Två dagar senare såldes flygplanen av ägaren Stevens Express Leasing Inc., där Gulfstream V och Boeing 737-700 köptes av Bayard Foreign Marketing respektive Keeler & Tate Management Group, samtliga var alternativt är skalföretag i syfte att försvåra insynen i CIA och dess arbete.
Premier var registrerat i Massachusetts och hade postboxar upprättade i Maryland, Virginia och Washington, D.C. Företaget förmodas ha upphört 2005.